# Campeonato Norte-Irlandês de Futebol
O Campeonato Norte-Irlandês de Futebol é a principal competição de futebol do país, sucedendo a Premier League Irlandesa e a Liga Irlandesa. Foi conhecida também como Carling Premiership ou IFA Premiership por motivo de patrocinadores.
Hoje, o NIFL Premiership é conhecido como o Danske Bank Premiership também para propósitos de patrocínio. O torneio é uma liga de futebol de associação profissional que opera como a divisão mais alta da Liga de Futebol da Irlanda do Norte - a liga nacional na Irlanda do Norte. Foi anteriormente chamado de IFA Premiership até 2013, e é o sucessor de formatos anteriores de competição chamados de Premier League Irlandesa, Primeira Divisão da Liga de Futebol da Irlanda, e antes disso simplesmente a Liga de Futebol Irlandesa. Ainda conhecida na linguagem popular simplesmente como a Liga Irlandesa, a Premiership foi criada em 2008 sob os auspícios da Associação Norte-Irlandesa de Futebol antes da criação da Liga de Futebol da Irlanda do Norte para o início da época 2013-2014. No final da temporada, o clube campeão é presenteado com a Gibson Cup. O Linfield Football Club é o atual campeão, erguendo o campeonato pela 53ª vez. A vitória pelo título foi confirmada em 13 de abril de 2019, depois de um empate em 0-0 em casa contra o atual campeão, Crusaders Football Club, que deixou 12 pontos à frente com três jogos restantes.

## Fundação
Na reunião inaugural estava presente o representante do Cliftonville Football Club - o mais velho na Irlanda - e demais clubes de Belfast e distritos periféricos, para juntos criarem uma constituição unificando o jogo de regras ao longo das quatro linhas, que havia sido adotado uns sete anos antes na Escócia.
Os clubes representados a este momento histórico, ao lado de Cliftonville Football Club, foram o Avoneil Football Club, Lisburn Distillery Football Club, Knock Football Club, Oldpark, Moyola Park Football Club e o Limavady-based Alexander Football Club.
O Futebol chegou a Irlanda alguns anos antes, quando o clube escocês do Queen's Park Football Club e o The Caledonians organizaram uma exibição no Ulster Cricket Ground, Ballynafeigh depois de John M. McAlery, o primeiro secretário da nova associação ter descoberto o jogo quando estava em lua de mel em Edimburgo.
Spencer Chichester foi designado para organizar a primeira competição do futebol Irlandês - a Copa da Irlanda - que teve como primeiro campeão a equipe do Moyola Park Football Club, que venceu na final o Cliftonville Football Club por 1 a 0 no dia 9 de abril de 1881.
A nível internacional, o futebol seguiu, embora em seu primeiro jogo a seleção da Irlanda tenha sido derrotada por 13 a 0 pela Inglaterra em Knock Ground, Bloomfield no ano de 1882. É certo que não era totalmente o começo que poderia ter sido desejado à seleção nacional, mas foi o primeiro confronto.
Desde então, a Irlanda participou de três copa do mundo e uma série de jogadores legendários que apareceram para a história do esporte mais praticado no mundo, entre eles Peter Doherty, Danny Blanchflower, Pat Jennings e o maior todos, um certo George Best.
A Irlanda é uma das fundadoras da FIFA e também uma das responsáveis pela criação da penalidade máxima. William McCrum, goleiro do Armagh, após um jogo com o Milford FC, propôs a FIFA a introdução da cobrança de penalidade, isto no ano de 1890. Rejeitado inicialmente, foi aceito um ano depois.
Até o ano de 1921 a Associação Norte-Irlandesa de Futebol governou o futebol em toda a ilha, mas uma decisão, na cidade de Dublin, conduziu a uma reunião para a separação entre a Irlanda e a Irlanda do Norte, o que consequentemente levou à criação da Associação de Futebol da Irlanda.

### Irlanda, o sonho de uma liga comum
O futebol na Irlanda viveu o último século como qualquer outro setor da sociedade. Dividido entre barreiras, ódios e religiões. O progressivo movimento de pacificação da ilha abriu o caminho para vários projetos de união entre o norte unionista e o sul republicano. O futebol pode ser a última barreira a ser ultrapassada. E o sonho de uma Irlanda unida debaixo das cores da mesma seleção e disputando uma só liga parece estar mais perto do que nunca.

### Uma ilha em guerra
Em poucos locais da Europa o futebol serviu tanto como vetor de ódio como na Irlanda. Uma situação que acompanhou o extremismo do quotidiano entre a luta armada de grupos terroristas e para-militares e os impasses políticos. Desde o reconhecimento oficial da República da Irlanda e a divisão da ilha entre fieis ao Reino Unido – a esmagadora maioria de orientação protestante – e os republicanos de inspiração católica a sul – que caos pode perfeitamente ter sido o termo exato para descrever décadas de história. Durante esse período de tempo o futebol foi uma poderosa arma de arremesso. Não só nos confrontos locais mas numa esfera mais alargada. O grande espelho do estado de quase guerra civil na ilha era disputado, ironicamente, a norte, na Escócia, mais especificamente em Glasgow, onde os imigrantes irlandeses católicos apoiantes do Celtic mediam as suas forças com os escoceses protestantes (presbiterianos ou calvinistas), do Rangers. Para os dias de Old Firms era habitual vários ferrys – com apertado controlo policial – cruzarem o mar da Irlanda a partir de Dublin e Belfast para tomarem parte no jogo e nos confrontos que o antecediam ou sucediam. Famílias inteiras fizeram dessa excursão anual uma tradição que servia, essencialmente, para reforçar a sua essência social. A sul, na República da Irlanda, o futebol foi, até aos anos sessenta, um desporto menor, ultrapassado em popularidade pela sua versão gaélica, numa tentativa mais do governo de Dublin de afastar-se de qualquer influencia britânica recuperando tradições locais. Não foi assim a norte onde, precisamente, coube ao futebol servir de ponte entre a abandonada Irlanda do Norte e o resto do Reino Unido. A seleção norte-irlandesa estreou-se num Mundial em 1958 e viveu a década seguinte com o gênio individual de George Best antes de regressar aos grandes palcos nos anos oitenta. Nessa altura já a Irlanda tinha despertado para a paixão do “beautiful game” e vários dos seus jogadores começavam a atuar na liga inglesa. Tinham passado os anos do conflito militar mais tensos – desde o trágico “Bloody Sunday” em 1973 até ao atentado terrorista ao hotel onde se encontrava Margaret Tatcher pelo IRA uma década mais tarde. O processo de paz caminhava lenta mas de forma determinada na Irlanda e com ele avançava também o drama do futebol nos dois pontos da ilha. As presenças do EIRE em todos os torneios, salvo o de 1992, entre 1986 e 1994 confirmou a mudança de guarda na influencia desportiva da ilha mas havia quem ambicionasse, já então, em algo mais. Numa genuína união desportiva. Um cenário que parecia impensável até que as peças se começaram a mover.

## Temporadas

### Por edição
| Ano                                                              | Campeão               | Vice                  | Terceiro             | Artilheiro                               |
| ---------------------------------------------------------------- | --------------------- | --------------------- | -------------------- | ---------------------------------------- |
| 1890–91                                                          | Linfield              | Ulster                | Lisburn Distillery   | Robert Hill (Linfield), 20               |
| 1891–92                                                          | Linfield              | Ulster                | Lancashire Fusiliers | Tim Morrison (Linfield), 21              |
| 1892–93                                                          | Linfield              | Cliftonville          | Lisburn Distillery   | Robert Hill (Linfield), 9                |
| 1893–94                                                          | Glentoran             | Linfield              | Cliftonville         | Michael McErlean (Linfield), 9           |
| 1894–95                                                          | Linfield              | Lisburn Distillery    | Glentoran            | George Gaukrodger (Linfield), 4          |
| 1896–97                                                          | Glentoran             | Cliftonville          | Linfield             | Johnny Darling (Linfield), 6             |
| 1897–98                                                          | Linfield              | Cliftonville          | Glentoran            | Richard Peden (Linfield), 16             |
| 1898–99                                                          | Lisburn Distillery    | Linfield              | Cliftonville         | Joe McAllen (Linfield), 14               |
| 1899–00                                                          | Belfast Celtic        | Linfield              | Lisburn Distillery   | James Percy (Cliftonville), 19           |
| 1900–01                                                          | Lisburn Distillery    | Glentoran             | Belfast Celtic       | Tom Elliott (Glentoran), 14              |
| 1901–02                                                          | Linfield              | Glentoran             | Lisburn Distillery   | Graham Stack (Glenavon), 18              |
| 1902–03                                                          | Lisburn Distillery    | Linfield              | Glentoran            | Sean Gregan (Glentoran), 12              |
| 1903–04                                                          | Linfield              | Lisburn Distillery    | Glentoran            | Thomas Lambe (Bangor), 11                |
| 1904–05                                                          | Glentoran             | Belfast Celtic        | Linfield             | Paul Carvill (Linfield), 16              |
| 1905–06                                                          | Cliftonville          | Lisburn Distillery    | Linfield             | Liam Watson (Linfield), 10               |
| 1906–07                                                          | Linfield              | Shelbourne            | Lisburn Distillery   | Aiden McVeigh (Cliftonville), 19         |
| 1907–08                                                          | Linfield              | Cliftonville          | Glentoran            | Stephen Harbinson (Portadown), 16        |
| 1908–09                                                          | Linfield              | Glentoran             | Linfield             | Declan Brown (Linfield), 16              |
| 1909–10                                                          | Cliftonville          | Belfast Celtic        | Linfield             | Sean McGreevy ( Belfast Celtic), 21      |
| 1910–11                                                          | Linfield              | Glentoran             | Belfast Celtic       | Sean O´Neill (Portadown), 17             |
| 1911–12                                                          | Glentoran             | Lisburn Distillery    | Belfast Celtic       | John Gallagher (Linfield), 15            |
| 1912–13                                                          | Glentoran             | Lisburn Distillery    | Linfield             | Ryan Mullan (Lisburn Distillery), 19     |
| 1913–14                                                          | Linfield              | Glentoran             | Belfast Celtic       | Aidan Forker (Shelbourne), 14            |
| 1914–15                                                          | Belfast Celtic        | Glentoran             | Linfield             | Brian Somerville ( Belfast Celtic), 12   |
| 1915–16                                                          | Lisburn Distillery    | Cliftonville          | Belfast Celtic       | Chris Morgan (Belfast United), 11        |
| (1917–1919) Campeonato suspenso devido a Primeira Guerra Mundial |                       |                       |                      |                                          |
| 1919–20                                                          | Belfast Celtic        | Lisburn Distillery    | Glentoran            | Brian Somerville ( Belfast Celtic), 11   |
| 1920–21                                                          | Glentoran             | Glenavon              | Linfield             | Ryan Mullan (Lisburn Distillery), 14     |
| 1921–22                                                          | Linfield              | Glentoran             | Lisburn Distillery   | Philip Donnelly (Glentoran), 13          |
| 1922–23                                                          | Queen's Island (1920) | Linfield              | Glentoran            |                                          |
| 1923–24                                                          | Queen's Island (1920) | Lisburn Distillery    | Linfield             | Scott Carson (Queen's Island (1920)), 23 |
| 1924–25                                                          | Glentoran             | Queen's Island (1920) | Belfast Celtic       | Paul Harrison (Newry Town), 18           |
| 1925–26                                                          | Belfast Celtic        | Glentoran             | Larne                |                                          |
| 1926–27                                                          | Belfast Celtic        | Queen's Island (1920) | Lisburn Distillery   | Joe Bambrick (Glentoran), 28             |
| 1927–28                                                          | Belfast Celtic        | Linfield              | Newry City           | Brett Ormerod ( Belfast Celtic), 19      |
| 1928–29                                                          | Belfast Celtic        | Linfield              | Glentoran            | Joe Bambrick (Linfield), 43              |
| 1929–30                                                          | Linfield              | Glentoran             | Coleraine            | Joe Bambrick (Linfield), 50              |
| 1930–31                                                          | Glentoran             | Linfield              | Belfast Celtic       | Fred Roberts (Glentoran), 55             |
| 1931–32                                                          | Linfield              | Derry City            | Belfast Celtic       | Rob Hulse (Coleraine), 31                |
| 1932–33                                                          | Belfast Celtic        | Lisburn Distillery    | Linfield             | Joe Bambrick (Linfield), 40              |
| 1933–34                                                          | Linfield              | Belfast Celtic        | Glentoran            | Shaun Derry ( Belfast Celtic), 19        |
| 1934–35                                                          | Linfield              | Derry City            | Belfast Celtic       | Harpal Singh (Portadown), 15             |
| 1935–36                                                          | Belfast Celtic        | Derry City            | Linfield             | Shaun Derry ( Belfast Celtic), 16        |
| 1936–37                                                          | Belfast Celtic        | Derry City            | Linfield             | Craig Hignett ( Belfast Celtic), 16      |
| 1937–38                                                          | Celtic                | Derry City            | Portadown            |                                          |
| 1938–39                                                          | Belfast Celtic        | Ballymena United      | Derry City           | Peter Watson (Distillery), 15            |
| 1939–40                                                          | Belfast Celtic        | Portadown             | Glentoran            | Dennis Guy (Glenavon), 19                |
| (1941–1947) Campeonato suspenso devido a Segunda Guerra Mundial  |                       |                       |                      |                                          |
| 1947–48                                                          | Belfast Celtic        | Linfield              | Ballymena United     | Jimmy Jones ( Belfast Celtic), 28        |
| 1948–49                                                          | Linfield              | Belfast Celtic        | Glentoran            | Billy Simpson (Linfield), 19             |
| 1949–50                                                          | Linfield              | Glentoran             | Lisburn Distillery   | Sammy Hughes (Glentoran), 23             |
| 1950–51                                                          | Glentoran             | Linfield              | Glenavon             | Sammy Hughes (Glentoran), 23             |
| 1951–52                                                          | Glenavon              | Lisburn Distillery    | Coleraine            | Jimmy Jones (Glenavon), 27               |
| 1952–53                                                          | Glentoran             | Linfield              | Ballymena United     | Sammy Hughes (Glentoran), 28             |
| 1953–54                                                          | Linfield              | Glentoran             | Glenavon             | Jimmy Jones (Glenavon), 32               |
| 1954–55                                                          | Linfield              | Glenavon              | Cliftonville         | Fay Coyle (Coleraine), 20                |
| 1955–56                                                          | Linfield              | Glenavon              | Bangor               | Jimmy Jones (Glenavon), 26               |
| 1956–57                                                          | Glenavon              | Linfield              | Glentoran            | Jimmy Jones (Glenavon), 33               |
| 1957–58                                                          | Glenavon              | Ards                  | Ballymena United     | Jackie Milburn (Linfield), 29            |
| 1958–59                                                          | Linfield              | Glenavon              | Glentoran            | Jackie Milburn (Linfield), 26            |
| 1959–60                                                          | Glenavon              | Glentoran             | Lisburn Distillery   | Jimmy Jones (Glenavon), 29               |
| 1960–61                                                          | Linfield              | Portadown             | Ards                 | Trevor Thompson (Glentoran), 22          |
| 1961–62                                                          | Linfield              | Portadown             | Ballymena United     | Mick Lynch (Ards), 20                    |
| 1962–63                                                          | Lisburn Distillery    | Linfield              | Portadown            | Joe Meldrum (Distillery), 27             |
| 1963–64                                                          | Glentoran             | Coleraine             | Derry City           | Trevor Thompson (Linfield), 21           |
| 1964–65                                                          | Derry City            | Coleraine             | Crusaders            | Kenny Halliday (Coleraine), 19           |
| 1965–66                                                          | Linfield              | Derry City            | Glentoran            | Sammy Pavis (Linfield), 28               |
| 1966–67                                                          | Glentoran             | Linfield              | Derry City           | Sammy Pavis (Linfield), 25               |
| 1967–68                                                          | Glentoran             | Linfield              | Coleraine            | Sammy Pavis (Linfield), 30               |
| 1968–69                                                          | Linfield              | Derry City            | Coleraine            | Danny Hale (Derry City), 21              |
| 1969–70                                                          | Glentoran             | Coleraine             | Ards                 | Des Dickson (Coleraine), 21              |
| 1970–71                                                          | Linfield              | Glentoran             | Lisburn Distillery   | Bryan Hamilton (Linfield), 18            |
| 1971–72                                                          | Glentoran             | Portadown             | Ards                 | Des Dickson (Coleraine), 15              |
| 1972–73                                                          | Crusaders             | Ards                  | Portadown            | Des Dickson (Coleraine), 23              |
| 1973–74                                                          | Coleraine             | Portadown             | Crusaders            | Des Dickson (Coleraine), 24              |
| 1974–75                                                          | Linfield              | Coleraine             | Glentoran            | Martin Malone (Portadown), 15            |
| 1975–76                                                          | Crusaders             | Glentoran             | Coleraine            | Des Dickson (Coleraine), 23              |
| 1976–77                                                          | Glentoran             | Glenavon              | Linfield             | Ronnie McAteer (Crusaders), 20           |
| 1977–78                                                          | Linfield              | Glentoran             | Glenavon             | Warren Feeney (Glentoran), 17            |
| 1978–79                                                          | Linfield              | Glenavon              | Ards                 | Tommy Armstrong (Ards), 21               |
| 1979–80                                                          | Linfield              | Ballymena United      | Glentoran            | Jimmy Martin (Glentoran), 17             |
| 1980–81                                                          | Glentoran             | Linfield              | Ballymena United     | Des Dickson (Coleraine), 18              |
| 1980–81                                                          | Glentoran             | Linfield              | Ballymena United     | Paul Malone (Ballymena United), 18       |
| 1981–82                                                          | Linfield              | Glentoran             | Coleraine            | Gary Blackledge (Glentoran), 18          |
| 1982–83                                                          | Linfield              | Glentoran             | Coleraine            | Jim Campbell (Ards), 15                  |
| 1983–84                                                          | Linfield              | Glentoran             | Cliftonville         | Martin McGaughey (Linfield), 15          |
| 1983–84                                                          | Linfield              | Glentoran             | Cliftonville         | Trevor Anderson (Linfield), 15           |
| 1984–85                                                          | Linfield              | Coleraine             | Glentoran            | Martin McGaughey (Linfield), 34          |
| 1985–86                                                          | Linfield              | Coleraine             | Ards                 | Trevor Anderson (Linfield), 14           |
| 1986–87                                                          | Linfield              | Coleraine             | Ards                 | Ray McCoy (Coleraine), 14                |
| 1986–87                                                          | Linfield              | Coleraine             | Ards                 | Gary Macartney (Glentoran), 14           |
| 1987–88                                                          | Glentoran             | Linfield              | Coleraine            | Martin McGaughey (Linfield), 18          |
| 1988–89                                                          | Linfield              | Glentoran             | Coleraine            | Stephen Baxter (Linfield), 17            |
| 1989–90                                                          | Portadown             | Glenavon              | Glentoran            | Martin McGaughey (Linfield), 19          |
| 1990–91                                                          | Portadown             | Bangor                | Glentoran            | Stephen McBride (Glenavon), 22           |
| 1991–92                                                          | Glentoran             | Portadown             | Linfield             | Harry McCourt (Omagh Town), 18           |
| 1991–92                                                          | Glentoran             | Portadown             | Linfield             | Stephen McBride (Glenavon), 18           |
| 1992–93                                                          | Linfield              | Crusaders             | Bangor               | Steve Cowan (Portadown), 23              |
| 1993–94                                                          | Linfield              | Portadown             | Glenavon             | Darren Erskine (Ards), 22                |
| 1993–94                                                          | Linfield              | Portadown             | Glenavon             | Stephen McBride (Glenavon), 22           |
| 1994–95                                                          | Crusaders             | Glenavon              | Portadown            | Glenn Ferguson (Glenavon), 27            |
| 1995–96                                                          | Portadown             | Crusaders             | Glentoran            | Garry Haylock (Portadown), 19            |
| 1996–97                                                          | Crusaders             | Coleraine             | Glentoran            | Garry Haylock (Portadown), 16            |
| 1997–98                                                          | Cliftonville          | Linfield              | Portadown            | Vinny Arkins (Portadown), 22             |
| 1998–99                                                          | Glentoran             | Linfield              | Crusaders            | Vinny Arkins (Portadown), 19             |
| 1999–00                                                          | Linfield              | Coleraine             | Glenavon             | Vinny Arkins (Portadown), 29             |
| 2000–01                                                          | Linfield              | Glenavon              | Glentoran            | Davy Larmour (Linfield), 17              |
| 2001–02                                                          | Portadown             | Glentoran             | Linfield             | Vinny Arkins (Portadown), 30             |
| 2002–03                                                          | Glentoran             | Portadown             | Coleraine            | Vinny Arkins (Portadown), 29             |
| 2003–04                                                          | Linfield              | Portadown             | Lisburn Distillery   | Glenn Ferguson (Linfield), 25            |
| 2004–05                                                          | Glentoran             | Linfield              | Portadown            | Chris Morgan (Glentoran), 19             |
| 2005–06                                                          | Linfield              | Glentoran             | Portadown            | Peter Thompson (Linfield), 25            |
| 2006–07                                                          | Linfield              | Glentoran             | Cliftonville         | Gary Hamilton (Glentoran), 27            |
| 2007–08                                                          | Linfield              | Glentoran             | Cliftonville         | Peter Thompson (Linfield), 29            |
| 2008–09                                                          | Glentoran             | Linfield              | Crusaders            | Curtis Allen (Lisburn Distillery), 19    |
| 2009–10                                                          | Linfield              | Cliftonville          | Glentoran            | Rory Patterson (Coleraine), 30           |
| 2010–11                                                          | Linfield              | Crusaders             | Glentoran            | Peter Thompson (Linfield), 23            |
| 2011–12                                                          | Linfield              | Portadown             | Cliftonville         | Gary McCutcheon (Ballymena United), 27   |
| 2012–13                                                          | Cliftonville          | Crusaders             | Linfield             | Liam Boyce (Cliftonville), 29            |
| 2013–14                                                          | Cliftonville          | Linfield              | Crusaders            | Joe Gormley (Cliftonville), 27           |
| 2014–15                                                          | Crusaders             | Linfield              | Glenavon             | Joe Gormley (Cliftonville), 31           |
| 2015–16                                                          | Crusaders             | Linfield              | Glenavon             | Paul Heatley (Crusaders), 22             |
| 2015–16                                                          | Crusaders             | Linfield              | Glenavon             | Andrew Waterworth (Linfield), 22         |
| 2016–17                                                          | Linfield              | Crusaders             | Coleraine            | Andrew Mitchell (Dungannon Swifts), 25   |
| 2017–18                                                          | Crusaders             | Coleraine             | Glenavon             | Joe Gormley (Cliftonville), 22           |
| 2018–19                                                          | Linfield              | Ballymena United      | Glenavon             | Joe Gormley (Cliftonville), 20           |
| 2019–20                                                          | Linfield              | Institute             | Glenavon             | Joe Gormley (Cliftonville), 18           |
| 2020–21                                                          | Linfield              | Coleraine             | Glentoran            | Shayne Lavery (Blackpool), 23            |
| 2021–22                                                          | Linfield              | Cliftonville          | Glentoran            | Irlanda do Norte                         |
| 2022– 23                                                         | Larne                 | Linfield              | Glentoran            |                                          |
| 2023–24                                                          | Larne                 | Linfield              | Cliftonville         |                                          |

### Por clube
| Clube                 | Títulos | Edições |
| --------------------- | ------- | --- |
| Linfield              | 56      | 1890–91, 1891–92, 1892–93, 1894–95, 1897–98, 1901–02, 1903–04, 1906–07, 1907–08, 1908–09, 1910–11, 1913–14, 1921–22, 1922–23, 1929–30, 1931–32, 1933–34, 1934–35, 1948–49, 1949–50, 1953–54, 1954–55, 1955–56, 1958–59, 1960–61, 1961–62, 1965–66, 1968–69, 1970–71, 1974–75, 1977–78, 1978–79, 1979–80, 1981–82, 1982–83, 1983–84, 1984–85, 1985–86, 1986–87, 1988–89, 1992–93, 1993–94, 1999–00, 2000–01, 2003–04, 2005–06, 2006–07, 2007–08, 2009–10, 2010–11, 2011–12, 2016–17, 2018–19, 2019–20, 2020–21, 2021–22 |
| Glentoran             | 23      | 1893–94, 1896–97, 1904–05, 1911–12, 1912–13, 1920–21, 1924–25, 1930–31, 1950–51, 1952–53, 1963–64, 1966–67, 1967–68, 1969–70, 1971–72, 1976–77, 1980–81, 1987–88, 1991–92, 1998–99, 2002–03, 2004–05, 2008–09 |
| Belfast Celtic        | 14      | 1899–00, 1914–15, 1919–20, 1925–26, 1926–27, 1927–28, 1928–29, 1932–33, 1935–36, 1936–37, 1937–38, 1938–39, 1939–40, 1947–48 |
| Crusaders             | 7       | 1972–73, 1975–76, 1994–95, 1996–97, 2014–15, 2015–16, 2017–18 |
| Lisburn Distillery    | 6       | 1895–96, 1898–99, 1900–01, 1902–03, 1905–06, 1962–63 |
| Cliftonville          | 5       | 1905–06, 1909–10, 1997–98, 2012–13, 2013–14 |
| Portadown             | 4       | 1989–90, 1990–91, 1995–96, 2001–02 |
| Glenavon              | 4       | 1951–52, 1956–57, 1957–58, 1959–60 |
| Larne                 | 2       | 2022–23, 2023–24 |
| Coleraine             | 1       | 1973–74 |
| Derry City            | 1       | 1964–65 |
| Queen's Island (1920) | 1       | 1923–24 |